# Brachyhesma perlutea
Brachyhesma perlutea är en biart som först beskrevs av Cockerell 1916.  Brachyhesma perlutea ingår i släktet Brachyhesma och familjen korttungebin. Inga underarter finns listade.

## Bildgalleri

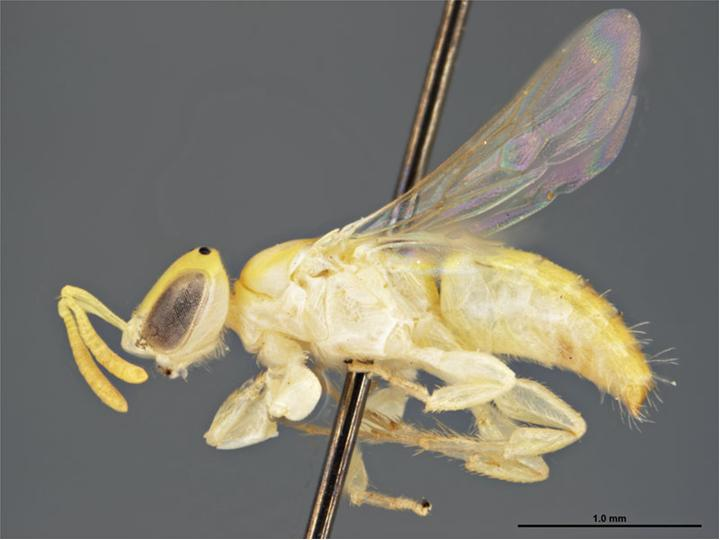